# الدكتور الثاني (دكتور هو)

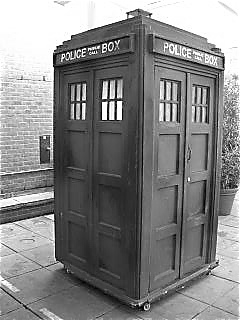

الدكتور الثاني هو دكتور نتج عن تجدد الدكتور الأول، وذلك بأشهر سلسلة للخيال العلمي على البي بي سي، سلسلة الدكتور هو. أدى هذا الدور الممثل البريطاني باتريك تراوتون.
كالعادة، الدكتور كائن فضائي من نوع أسياد الزمن ذو عمر المئات من السنين، قدم من كوكب غاليفري، يسافر في الفضاء عبر المركبة المتنقلة بين الأبعاد الواقعية في الفضاء والزمن (التارديس)، غالباً مع رفقائه. عندما تنتهي فعالية جسد الدكتور، يتجدد فتتغير ملامحه وشخصيته.
سميت ظاهرة التجدد عندما تحول الدكتور الأول إلى الدكتور الثاني بالتحول. بقيت قدرات الدكتور كما هي بعد هذا التحول، لكن تغيرت شخصيته إلى شخصية ناقدة بامتياز طوال فترة مواسمه.

## مرافقو الدكتور الثاني
| أسماء الشخصيات، وأدوارها، وأسماء ممثليها الحقيقيين |                                                 |                    |
| اسم الشخصية                                        | الشخصية (الدور)                                 | اسم الممثل الحقيقي |
| بولي ورايت                                         | المرافقة الأولى للدكتور                         | أنيكي ويلز         |
| بن جاكسون                                          | بحار من القوات البحرية الملكية البريطانية       | ميكاييل كراز       |
| جايمي ماك كريمون                                   | عازف مزمار قربة اسكتلندي من القرن 18            | فرايز هينز         |
| فيكتوريا وايترفيلد                                 | فتاة إنجليزية من الحكم الفيكتوري في القرن 19    | ديبوراه واتلينغ    |
| زوي هيريوت                                         | عالمة شابة في مجال الفيزياء الفلكية من القرن 21 | ويندي باديوري      |

## السيرة الذاتية للدكتور
سارت حياة الدكتور الأول عادية إلى أن حارب السايبرمان، أثناء أحداث «الكوكب العاشر»، فآذاه، ثم تجدد ليصبح الدكتور الثاني.
في الحقيقة، العلاقة بين الدكتور الثاني وال predecessor كانت غير واضحة. في أوائل قصته، كان الدكتور الثاني يظن أن الpredecessor الخاص به كان شخصاً «ثالثاً» مختلفاً عن شخصيته. كان رفيقيه بن وبولي أول من يعرف هويته بعض أن كشفها واحد من كائنات الداليك. في بداية الأمر لم يتقبلا (بن وبولي) الفكرة، ثم تعودوا عليها بعدها.
في القصة الثانية تحت مسمى«الأراضي العليا»، يلحق جايمي ماك كريمون بالتارديس فيسير مع الدكتور الثاني في باقي رحلاته. غادر بن وبولي التارديس حين حطت على مدرج «مطار غاتويك»، وفي نفس اليوم تركا الدكتور الأول. أصبح الدكتور (الثاني) وجايمي بعد ذلك محاربين ضد كائنات الداليك، حيث سرقت التارديس، حيث التقيا بفيكتوريا وايترفيلد في القرن 19. استغل الدكتور وضعية الداليك ليشعل بينهم حرباً مدنية «داليكية»، حيث دمرت تلك الكائنات تدميراً أبدياً. لكن مع الأسف مات أب فيكتوريا، وأصبحت الأخيرة يتيمة، حتى قررت التجوال مع الدكتور وجايمي في رحلاتهما. ولكن هي أيضاً قررت الرحيل بعد أحداث حلقة Fury from the Deep وقررت العيش في القرن العشرين. ثم ظهرت زوي هيريوت، شابة فائقة الذكاء، عالمة في مجال الفيزياء الفلكية، من القرن 21.

## الشخصية
يكنى الدكتور الثاني بلقب «المتنقل الكوني» ، الذي كان محباً للأطفال والطفولة إلى أبعد الحدود أكثر من سابقه (الدكتور الأول). كان هذا الدكتور بارعاً في التخطيط، حساباته تنجحه في محاولاته للتغلب على أعدائه.
أحياناً، يظهر ببساطة كممازح، مثل حلقة«قبر السايبرمان»، ولكن يظهر أحياناً ب«وجهه الأسود» كحلقة «شر كائنات الداليك». عرف هذا الدكتور بجمله الخاصة التي يكررها دوماً ك:
| الدكتور الثاني (دكتور هو) | آه يا خالتي العجوزة! | الدكتور الثاني (دكتور هو) |

و 
| الدكتور الثاني (دكتور هو) | عندما أقول اركض....اركض!!! | الدكتور الثاني (دكتور هو) |

 ولوحظ عزفه على آلة الrecorder.

### المظهر
كانت بذلة تراوتون نتيجة نقاشات طويلة بين تصميمي المنتج إينس لويد، ومعدل السكريبت غيري دافيس.
ملابس الدكتور:
- معطف طويل أسود طويل جداً
- قميص ملون
- سروال رسمي فضفاض (برتقالي أو أسود)
- ربطة عنق على شكل الفراشة مثبثة بدبوس مشبك
- قبعة طويلة سوداء[4]

في الأجواء الباردة، كان الدكتور يلبس معطفاً قصيراً من الفرو.